# Kosuke Nakamura
Kosuke Nakamura (Tòquio, 27 de febrer de 1995) és un futbolista japonès.

## Selecció japonesa
Va formar part de l'equip olímpic japonès als Jocs Olímpics d'estiu de 2016.